# Histoire de l'Ohio
L'Histoire de l'Ohio, comme celle de ses voisins l'Indiana et la Pennsylvanie, a joué un rôle majeur dans la croissance agricole puis industrielle des États-Unis.

## L'époque des amérindiens

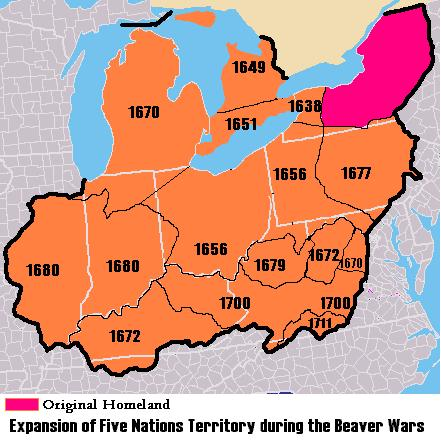
L'avancée territoriale des Iroquois pendant les guerres franco-iroquoises a dépeuplé la Vallée de l'Ohio au cours du XVIIe siècle.

La région est peuplée par des tribus appartenant au groupe des Mound Builders depuis le premier millénaire avant notre ère. L'avancée territoriale des Iroquois pendant les guerres franco-iroquoises a dépeuplé la Vallée de l'Ohio au cours du XVIIe siècle. Aux environs de l’année 1630, le castor disparaît de la Huronie puis de l’Iroquoisie quelques années plus tard, déclenchant en 1640 une guerre sans merci entre les différents peuples autochtones, qui se traduit par le massacre des Hurons. La production des peaux quadruple en une décennie, même si les épidémies réduisent la population des tribus de moitié. Plus tard, une série de guerres entre la Nouvelle-France et l'Iroquoisie, proches de leurs partenaires commerciaux de la Nouvelle-Néerlande, fera également des dégâts profonds.

## L'Ohio Company et la guerre de Sept Ans
Au cours du XVIIIe siècle, les Français s'étaient dotés d'avant-postes pour contrôler le commerce de fourrures. Les terres fertiles de ce vaste bassin fluvial sont très vite convoitées par la colonie anglaise de Virginie et le riche marchand londonien John Hanbury III, allié aux frères de George Washington dans l'Ohio Company. Un groupe de spéculateurs rival de Virginie, la Loyal Company, est organisé dans le même temps. Il inclut des Virginiens influents tels que Thomas Walker et Peter Jefferson (père de Thomas Jefferson). En 1748, l'Ohio Company obtient le feu vert pour coloniser ce territoire, dans un processus qui mènera à la guerre de Sept Ans et constitue le premier acte de la conquête de l'Ouest.
En 1750, l'Ohio Company embauche Christopher Gist, un bûcheron et arpenteur, pour explorer la vallée de l'Ohio afin d'identifier les terres pour une potentielle colonie. Gist voyage loin à l'ouest, près de Pickawillany, près de Piqua, village de la tribu indienne des Miamis. Sur la base de son rapport, l'Ohio Company s'installe dans une zone à l'ouest de la Pennsylvanie et l'actuelle Virginie-Occidentale. En 1752, la société dispose d'un territoire entre les postes fortifiés à Wills Creek (Cumberland (Maryland)), et à Redstone Creek (Brownsville (Pennsylvanie), créé en 1750.

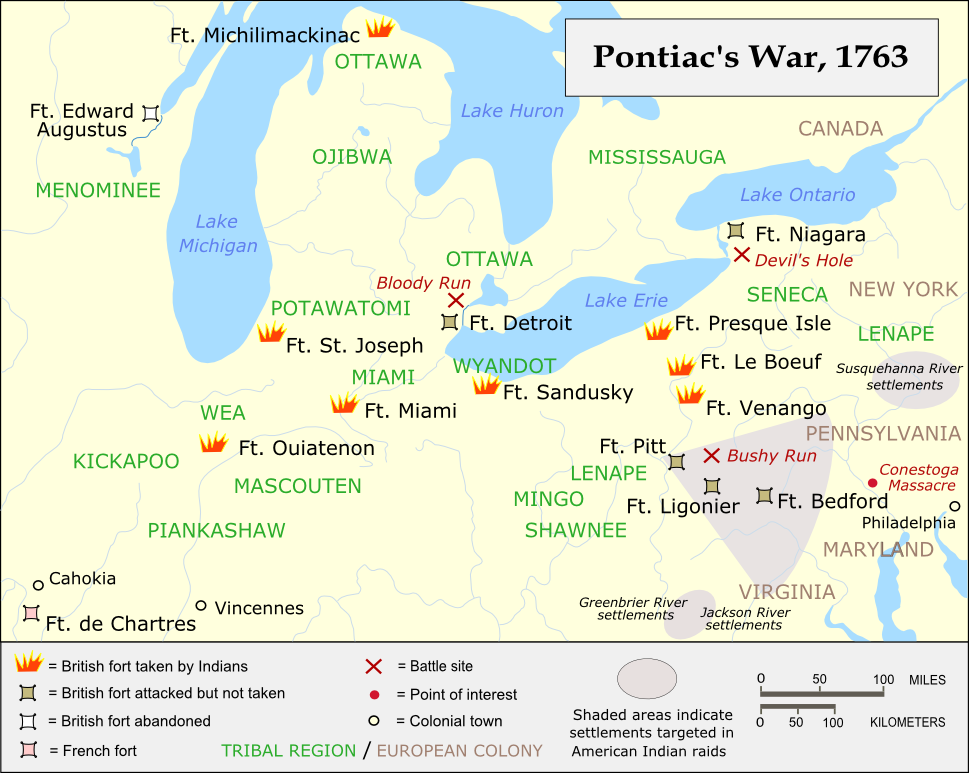
Forts et batailles de la guerre de Pontiac, en Ohio (ouest) et Pennsylvanie (est).

Historiquement présents dans la région par des forts proches des Grands Lacs, les Français combattent les Britanniques lors de la guerre de Sept Ans, puis doivent leur céder la Vallée de l'Ohio. Pour apaiser les craintes indiennes d’une arrivée massive de paysans blancs sur leurs terres, la Proclamation royale de 1763 interdit aux habitants des Treize colonies d'Amérique de s’installer et d’acheter des terres à l’ouest des Appalaches. Les tribus de la vallée de l'Ohio, Delawares, Shawnees et Mingos, y avaient émigré au XVIIe siècle, à la suite du dépeuplement causé par les guerres franco-iroquoises, pour échapper à la domination des Britanniques, des Français et des Iroquois, sans affinités particulières avec les Français. Ils signèrent une paix séparée avec les Britanniques à la condition que leurs troupes quittent la vallée. Ceux-ci renforcèrent au contraire les forts de la Frontière sauvage, avec pour conséquence en 1763, la rébellion de Pontiac.

## Les suites de la guerre d'indépendance américaine

Les cessions des différents États pour refinancer la dette de guerre, et créer le Territoire du Nord-Ouest de 1787, au sud et au nord de la rivière Ohio.

Après la guerre d'indépendance des États-Unis, le traité de Paris de 1783 scelle la victoire militaire des jeunes États-Unis d'Amérique. En 1784, la Virginie céda aux États-Unis des territoires au nord de l'Ohio pour le développement vers l'ouest selon le système des townships. C'est Thomas Jefferson qui en fut à l'origine. Trois ans après, il est prévu des cessions de terres des différents nouveaux États pour refinancer la dette générée par la guerre d'indépendance, et créer un Territoire du Nord-Ouest de 1787, au sud et au nord de la rivière Ohio.
La Land Ordinance de 1785 (Ordonnance sur les terres) établit un système standard de gestion des terres, en lots destinés à être vendus, bien que l'Ohio avait déjà mis sur pied un tel système. Les tribus amérindiennes et les avant-postes commerciaux britanniques constituaient des obstacles à l'expansion américaine jusqu'aux campagnes militaires du général "Mad" Anthony Wayne contre les Amérindiens, débouchant sur la victoire de la bataille de Fallen Timbers en 1794 et le traité de Greenville en 1795. Les citoyens britanniques dépassaient numériquement les citoyens américains durant les années 1780 dans la région. Après la guerre de 1812, la Grande-Bretagne mit fin à toute revendication sur le Territoire du Nord-Ouest par le traité de Ghent en 1814.

## Cincinnati, Trunbull, Gallilopolis, Macillon et les autres

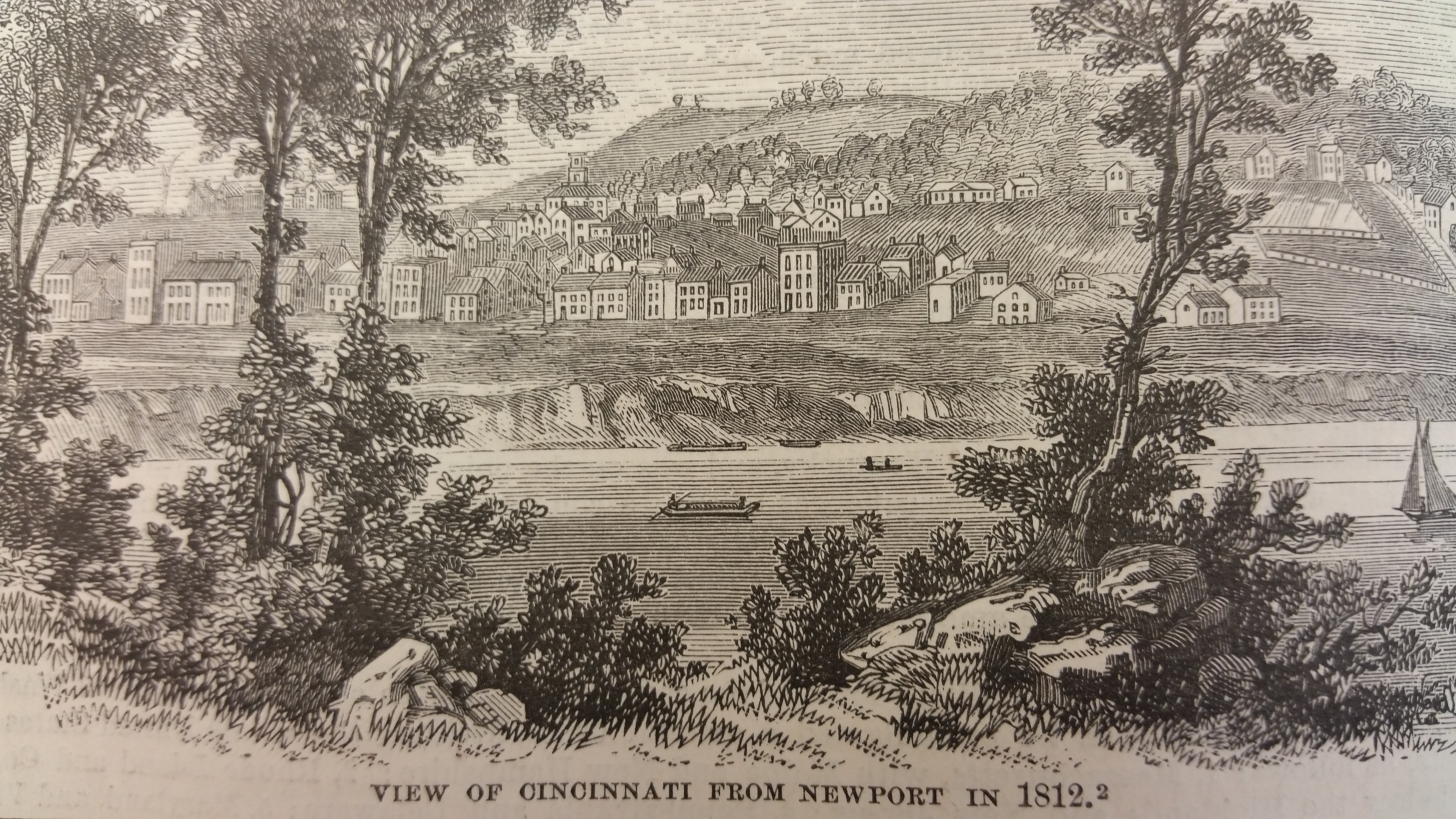
En 1812, Cincinnati n'avait qu'une population de deux mille habitants.

La ville de Cincinnati est fondée en 1788, quatre ans après la fin de la guerre, par John Cleves Symmes et le colonel Robert Patterson (en), sous la forme d'une colonie en plein territoire indien. Deux ans plus tard, Arthur St. Clair, le gouverneur du Territoire du Nord-Ouest, changea le nom de la colonie pour Cincinnati, en l'honneur de la Société des Cincinnati, dont il était le président. Fondée par George Washington le 13 mai 1783 pour récompenser ceux qui s'étaient distingués pendant la guerre d'indépendance des États-Unis, la Société des Cincinnati est formée de treize sociétés d'États, plus une Société des Cincinnati de France, qui sera dissoute en 1792. La ville de Cincinnati ne croît que très lentement, grâce à l'arrivée d'Allemands de Pennsylvanie. Sa population ne dépasse pas deux mille personnes en 1812.
Parmi les autres villes nouvelles, une communauté fouriériste à Braceville (Ohio), le phalanstère Trumbull, l'établissement de cinq cents Français de la Scioto Company à Gallilopolis, dans la vallée de l'Ohio en 1790, à qui Washington envoie le secours des bucherons voisins de Marietta, ou encore Massillon, nommée en référence à l'évêque et prédicateur français Jean-Baptiste Massillon (1663-1742). Appelée à l'origine Kendal, elle est fondée en 1812 par un quaker, à l'imitation de New Harmony, l'éphémère communauté utopique de Robert Owen dans l'Indiana. D'autres projets du même type émergent dans les États du Massachusetts, de New York, du New Jersey, de Pennsylvanie, du Michigan, du Wisconsin, souvent avec de faibles capitaux, la Phalange de Brook-Farm, près de Boston, celles de Broughton-Meadows, Sodus-Bay, Leeds-Ville, North-American, Roysville, Trumbull, Columbian, l'Intégral, l'Alphadelphia.

## La création de l'État de l'Ohio en 1803

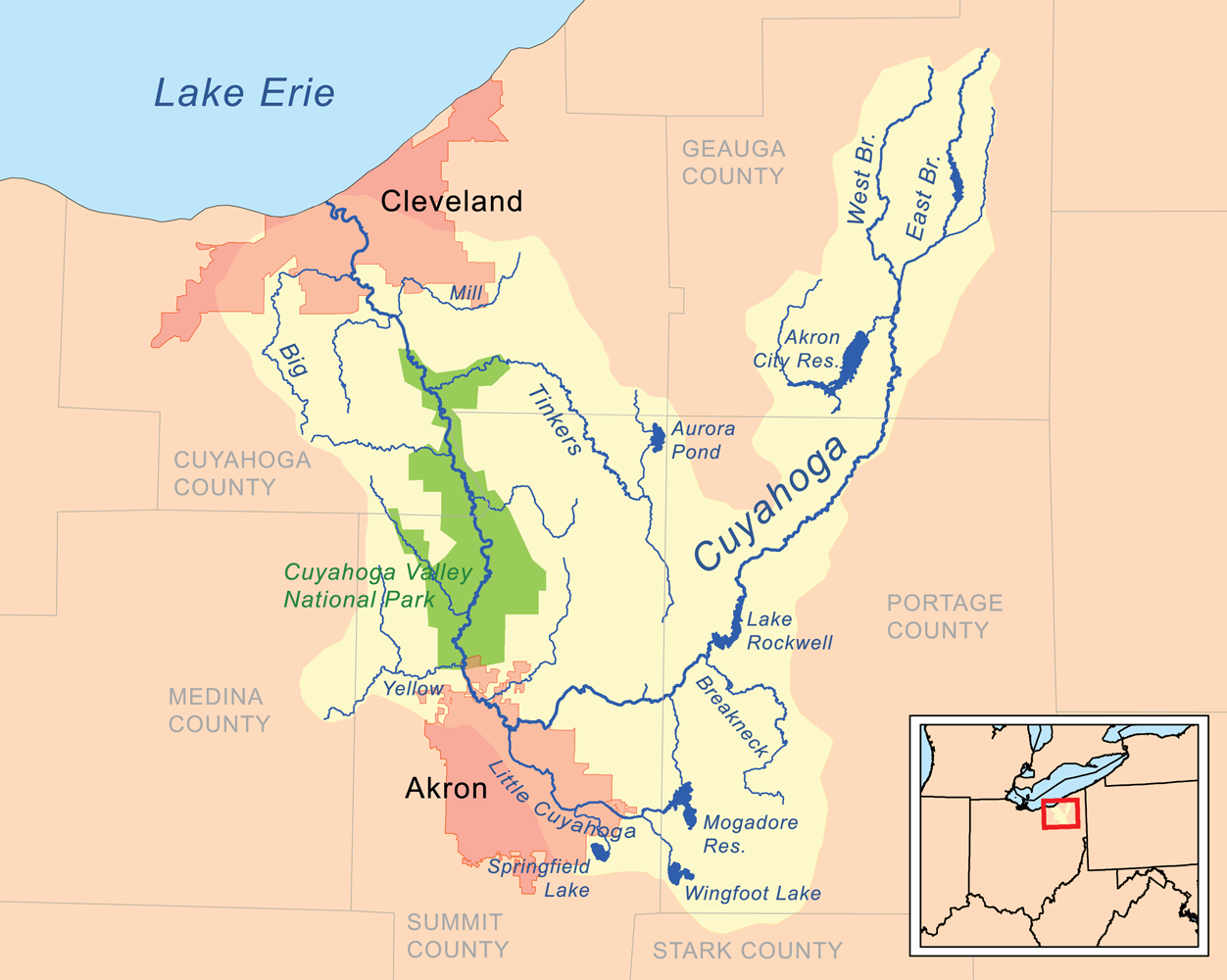

En mai 1796, le général Moses Cleaveland (1754-1806), ancien protagoniste de la guerre d'indépendance, est approché par les administrateurs de la société Connecticut Land Company, dont il est actionnaire. Il est alors chargé d'une enquête sur les voies et la localisation de leurs futurs achats de terres. Il doit également mener des négociations avec les Amérindiens. Arrivé à l'embouchure de la rivière Cuyahoga le 22 juillet 1796, face à une plaine recouverte d'une forêt luxuriante, il fonde la ville qui portera son nom, future grande métropole de l'État. Le hameau ne fut cependant constitué en village que le 23 décembre 1814 et sa croissance très lente, avec seulement 150 habitants en 1820. Tout comme Cincinnati, elle ne décollera qu'après la construction du canal Ohio-Érié en 1832, faisant de la ville un point de passage obligé entre la rivière Ohio et les Grands Lacs, pour le transport du minerai de fer depuis le Minnesota. Entre-temps, l'Ohio devint le dix-septième État des États-Unis d'Amérique le 1er mars 1803, bien après le Kentucky, qui a pourtant été exploré et colonisé beaucoup plus tard. En 1812, les autorités de l’État recherchent un emplacement pour une capitale et choisissent de créer Colombus sur la rivière Scioto, proche de campement des Amérindiens Wyandots et Shawnees. La ville devient elle aussi un important centre de transport après la construction d’un canal la reliant au canal Érié en 1831, puis la création d’une route nationale en 1833.

## La découverte du pétrole en 1859

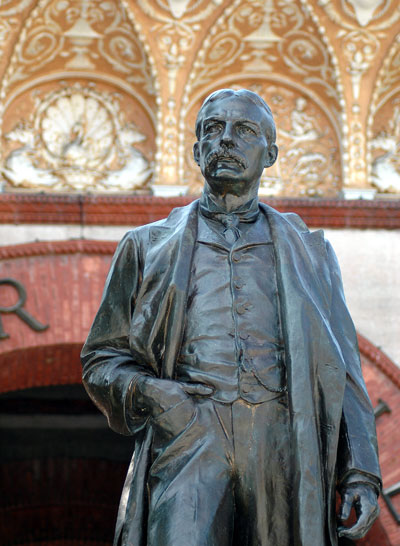
Statue d'Henry Flagler au Flagler College de Saint Augustine. Dans les années 1860, il propose à Rockfeller, un autre courtier en céréales de créer dans l'Ohio la Standard Oil en utilisant la technique des rabais préférentiels aux clients.

Le 28 août 1859, le premier forage pétrolier était effectué par le « colonel » Edwin Drake à Titusville en Pennsylvanie, à quelques dizaines de kilomètres de la frontière de l'Ohio. Le premier puits de pétrole au monde a été foré en 1854, à Bóbrka, en Pologne, par Ignacy Łukasiewicz. Néanmoins, le puits de Drake provoqua une « ruée vers l'or noir » aux États-Unis et la véritable naissance de l'industrie pétrolière. Le pétrole du puits de Drake (et de tous ceux de l'époque) était surtout destiné à produire du kérosène, qui remplaçait peu à peu l'huile de baleine pour l'éclairage. Cleveland, la ville la plus proche, devint rapidement la plaque tournante de l'industrie de raffinage.
La Standard Oil ne fut au départ qu'une société de l’Ohio réunissant les actifs de l’industriel John D. Rockefeller et de son frère, William Rockefeller, d'un autre courtier en grains, Henry Flagler, du chimiste Samuel Andrews, de l'investisseur Stephen V. Harkness, et du prospecteur d'or noir Oliver Burr Jennings, qui avait épousé la belle-sœur de Rockefeller. En 1870, ce dernier créa la Standard Oil of Ohio, société par actions au capital d'un million de dollars, qui allait connaître un destin prodigieux. Un peu plus tard, un « boom du gaz naturel » a commencé au début des années 1880 dans l'État voisin de l'Indiana, avec le gisement de gaz de Trenton.

## L'ère de la grande industrie à Cleveland
Cincinnati fut la première à construire et à posséder une ligne de chemin de fer importante en 1880. Dans les deux dernières décennies du siècle, la population de l'État de l'Ohio augmente d'un million, pour dépasser largement les 4,1 millions d'habitants. En 1902, le premier gratte-ciel en béton armé, le Ingalls Building (en), fut construit dans la ville de Cincinnati. C'est sa rivale locale qui a cependant profité le plus de l'ère de la grande industrie. Dans la deuxième moitié du XIXe siècle, Cleveland est devenu un centre industriel majeur des États-Unis, siège de nombreuses aciéries. En 1920, Cleveland était la cinquième ville la plus peuplée du pays. Sous l'égide du maire démocrate Tom Loftin Johnson (1854 – 1911), elle fut un foyer actif du mouvement progressiste à la fin du XIXe et au début au début du XXe siècle.